# 龙香关帝庙
35°41′04″N 111°17′15″E / 35.68444°N 111.28750°E
龙香关帝庙位于中国山西省新绛县龙兴镇龙香村（原属店头乡），已列为全国重点文物保护单位。

## 历史
龙香关帝庙始建年代不详，元、明、清三代均有重修。文化大革命期间得以幸存。

## 建筑
龙香关帝庙坐北朝南，占地2300平方米，建筑面积342平方米，现存戏台、献殿、正殿。其中正殿为元代建筑风格，戏台建于清道光十一年(1831年)，献殿为民国建筑。
戏台面阔三间，进深三椽，硬山顶。
献殿面阔三间，进深二椽 硬山顶，无斗栱。
正殿面阔三间，进深三间，悬山顶，斗栱为四铺作单下昂，补间铺作一朵，殿内用减柱造，梁架结构为四椽栿通达前后檐，殿内有关羽、周仓、关平等彩塑七尊

## 保护
2006年5月25日，龙香关帝庙公布为第六批全国重点文物保护单位，编号6-425